# Pandémie de Covid-19 au Tchad
La pandémie de Covid-19 au Tchad démarre officiellement le 19 mars 2020. À la date du 24 octobre 2022, le bilan est de 193 morts.

## Historique
La pandémie de Covid-19 au Tchad débute officiellement le 19 mars 2020, lorsqu'un citoyen marocain, résidant à N'Djaména et de retour d'un voyage à Douala (Cameroun), est testé positif au SARS-CoV-2. 
Le 23 mars, deux autres cas sont signalés par les autorités sanitaires. Il s'agit d'un citoyen français qui est proche du premier cas enregistré dans le cas pays et d'un individu de nationalité indienne.
Le 26 mars, le Tchad enregistre deux autres cas de SARS-CoV-2. Il s'agit d'un individu de nationalité tchadienne de retour de Dubaï et d'un autre individu de nationalité camerounaise de retour de Bruxelles.
Le 30 mars, deux autres cas de Covid-19 sont signalés. Il s'agit d'un citoyen tchadien en provenance de Douala et d'un citoyen suisse en provenance de Bruxelles. Au total en mars, sept cas sont enregistrés.
Le 2 avril, le Tchad enregistre un nouveau cas de Covid-19. Il s'agit d'un Tchadien en provenance de Dubaï via Abuja (Nigeria).
Le 3 avril, un nouveau cas de Covid-19 est enregistré au Tchad. Il s'agit d'un citoyen français en provenance de Bruxelles via Paris.
Le 6 avril, le Tchad enregistre son premier cas de contamination locale. Il s'agit d'un Tchadien de 31 ans ayant été en contact avec un autre Tchadien testé positif.
Le 9 avril, les autorités sanitaires signalent un nouveau cas d'infection au virus. Il s’agit d’un Tchadien de 59 ans arrivé le 25 mars à N'Djaména. L'homme est un religieux de retour du Pakistan, via le Cameroun, ayant atteint N'Djaména par la voie terrestre. L'homme a continué son voyage à Abéché où il est finalement mis en quarantaine le 4 avril. Le test se révèle positif le 8 avril.
Le 12 avril, le Tchad enregistre sept nouveaux cas de contamination à la Covid-19. Sur les sept cas enregistrés, quatre personnes sont des proches du 11e cas détecté à Abéché. Deux cas sont les contacts d’un patient rentré du Cameroun. Le dernier cas est un étudiant tchadien rentré du Cameroun.
En avril, il y avait 66 nouveaux cas et cinq décès, portant à 73 le nombre de cas dès le début.
En mai, il y avait 705 nouveaux cas et 60 décès, portant le nombre de cas à 778 et le nombre de décès à 65.
En juin, il y avait 88 nouveaux cas et neuf décès, portant le nombre de cas à 866 et le nombre de décès à 74.
En juillet, il y avait 70 nouveaux cas et un décès, portant le nombre de cas à 936 et les décès à 75.
En août, il y avait 77 nouveaux cas et deux décès, portant le nombre de cas à 1 013 et les décès à 77,.
En septembre, il y avait 180 nouveaux cas et huit décès, portant le nombre de cas à 1 193 et le nombre de décès à 85.
En octobre, il y avait 306 nouveaux cas et treize décès, portant le nombre de cas à 1 499 et le nombre de décès à 98.
En novembre, il y avait 189 nouveaux cas et trois décès, portant le nombre de cas à 1 688 et le nombre de décès à 101.
En décembre, il y avait 425 nouveaux cas et trois décès, portant le nombre de cas à 2 113 dont 104 décès.
En 2021 il y avait 4 070 nouveaux cas et 80 décès, portant le nombre de cas à 6 183 dont 184 décès.
En 2022 il y avait 1 468 nouveaux cas et 10 décès, portant le nombre de cas à 7 651 dont 194 décès.
En 2023 il y avait 171 nouveaux cas, portant le nombre de cas à 7 822 dont 194 décès.

## Mesures
Après la confirmation du premier cas de Covid-19 au Tchad, les autorités interdisent les rassemblements de plus de 50 personnes. Les établissements scolaires, les universités et les commerces non alimentaires sont fermés.
Le 2 avril, le gouvernement instaure un couvre-feu de 19 h à 6 h dans les provinces du Logone Occidental, du Logone Oriental, du Mayo-Kebbi Est, du Mayo-Kebbi Ouest et dans la ville de N’Djaména,.
Le 3 avril, par un décret, le président de la République étend le couvre-feu aux localités de Mandélia, de Logone-Gana, de N'Djamena-Fara et de Guitté.
Le 13 avril, les autorités rendent obligatoire le port du masque dans l'espace public. Cette décision est abrogée le lendemain,.
Le 14 avril, le président de la République annonce, la prise en charge des factures d’électricité et d'eau liées aux usages domestiques au niveau de la tranche sociale pour une durée de 3 mois et 6 mois. La réduction de 50 % sur l’impôt général libératoire (IGL) et la patente au profit des assujettis sur toute l'étendue du territoire national, pour l’année 2020,,.
Le 15 avril, le couvre-feu est prorogé de deux semaines et les heures sont réajustées de 20 h à 5 h,.
le 26 janvier 2021, le couvre-feu est prorogé de deux semaines, de 20 h à 5 h du matin.
Le 9 février, il est à nouveau prolongé de deux semaines.

## Thérapies
Le Tchad traite ses malades, depuis le début de la pandémie, avec de l’hydroxychloroquine ou du phosphate de chloroquine. En mai 2020, le Comité scientifique du Tchad valide l'insertion du Covid-Organics dans le protocole de traitement de ses malades. L'annonce est faite à l'Assemblée nationale par le professeur Mahamoud Youssouf Khayal, ministre tchadien de la Santé publique. Ce pays reçoit 1 200 doses de Tambavy CVO venant de Madagascar dont 600 traitements curatifs et 600 traitements préventifs. "Les 600 doses curatives ont été réparties dans tous les hôpitaux du Tchad, hébergeant des malades du Covid-19".

## Statistiques

Nombre de cas au Tchad depuis le début de l'épidémie.

Nombre de morts au Tchad depuis le début de l'épidémie.